# La Machination (film, 1984)
 (août 2015).
Pour les articles homonymes, voir La Machination.
La Machination (titre original : The Naked Face) est un film américain réalisé par Bryan Forbes, sorti en 1984. 
Le film est inspiré du roman homonyme de Sidney Sheldon, paru en 1970.

## Synopsis
Le docteur Stevens, un psychiatre de renom, découvre qu’il est la cible d’un complot qui vise à l’éliminer et décide d’alerter la police. Mais celle-ci ne l’aidera pas, au contraire. Stevens est désormais un homme traqué et seul pour déjouer le piège qui se referme sur lui.

## Fiche technique
- Titre : La Machination
- Titre original : The Naked Face
- Réalisation : Bryan Forbes
- Scénario : Bryan Forbes
- Photographie : David Gurfinkel
- Musique : Michael J. Lewis
- Producteur :
- Société de production : Cannon Films
- Pays d'origine :  États-Unis
- Genre : Thriller
- Durée : 105 minutes
- Date de sortie : 1984
- Tout public

## Distribution
- Roger Moore (VF : Claude Bertrand) : Dr. Judd Stevens
- Rod Steiger (VF : Henry Djanik) : Lieutenant McGreavy
- Elliott Gould (VF : Jacques Balutin) : Angeli
- Art Carney (VF : Jacques Dynam) : Morgens
- Anne Archer : Ann Blake
- David Hedison (VF : Michel Paulin) : Dr. Peter Hedley
- Deanna Dunagan : Mrs. Hadley
- Ron Parady (VF : Jean-Pierre Dorat) : Cortini
- Dick Sollenberger (VF : Antoine Marin) : le capitaine Bertelli
- John Kapelos : Frank
- Nancy Serlin (VF : Régine Teyssot) : Betty